# Williams Alarcón
Williams Héctor Alarcón Cepeda, noto semplicemente come Williams Alarcón (Santiago del Cile, 29 novembre 2000), è un calciatore cileno, centrocampista del Boca Juniors.

## Caratteristiche tecniche
È un trequartista.

## Carriera

### Club
Ha giocato nella prima divisione cilena con il Colo-Colo, club con il quale in carriera ha anche giocato 2 partite in Coppa Libertadores e 2 partite in Coppa Sudamericana, e con l'Unión La Calera.

### Nazionale
Nel 2022 ha esordito in nazionale.

## Statistiche

### Presenze e reti nei club
Statistiche aggiornate al 16 marzo 2025.
| Stagione               | Squadra                | Campionato             | Campionato | Campionato | Coppe nazionali | Coppe nazionali | Coppe nazionali | Coppe continentali | Coppe continentali | Coppe continentali | Altre coppe | Altre coppe | Altre coppe | Totale | Totale | Totale |
| Stagione               | Squadra                | Comp                   | Pres       | Reti       | Comp            | Pres            | Reti            | Comp               | Pres               | Reti               | Comp        | Pres        | Reti        | Pres   | Reti   |        |
| ---------------------- | ---------------------- | ---------------------- | ---------- | ---------- | --------------- | --------------- | --------------- | ------------------ | ------------------ | ------------------ | ----------- | ----------- | ----------- | ------ | ------ | ------ |
| 2018                   | Colo-Colo              | A                      | 1          | 0          | CC              | 1               | 0               | CL                 | -                  | -                  | -           | -           | -           | 2      | 0      |        |
| 2019                   | Colo-Colo              | A                      | 11         | 0          | CC              | 0               | 0               | CL                 | 2                  | 0                  |             | -           | -           | 13     | 0      |        |
| 2020                   | Colo-Colo              | A                      | 18+1       | 0          | CC              | 0               | 0               | CL                 | 2                  | 0                  | SC          | 1           | 0           | 22     | 0      |        |
| gen.-sep. 2021         | Colo-Colo              | A                      | 4          | 0          | CC              | 1               | 0               | -                  | -                  | -                  | -           | -           | -           | 5      | 0      |        |
| Totale Colo Colo       | Totale Colo Colo       | Totale Colo Colo       | 34+1       | 0          |                 | 2               | 0               |                    | 4                  | 0                  |             | 1           | 0           | 42     | 0      |        |
| sep.-dic. 2021         | Unión La Calera        | A                      | 10         | 2          | CC              | -               | -               | -                  | -                  | -                  | -           | -           | -           | 10     | 2      |        |
| 2022                   | Unión La Calera        | A                      | 23         | 3          | CC              | 0               | 0               | CL                 | 8                  | 0                  | -           | -           | -           | 31     | 3      |        |
| gen. 2023              | Unión La Calera        | A                      | 1          | 0          | CC              | 0               | 0               | -                  | -                  | -                  | -           | -           | -           | 1      | 0      |        |
| gen.-giu. 2023         | Ibiza                  | SD                     | 12         | 0          | CR              | -               | -               | -                  | -                  | -                  | -           | -           | -           | 12     | 0      |        |
| lug.-ago. 2023         | Unión La Calera        | A                      | 6          | 1          | CC              | -               | -               | -                  | -                  | -                  | -           | -           | -           | 6      | 1      |        |
| Totale Unión La Calera | Totale Unión La Calera | Totale Unión La Calera | 40         | 6          |                 | 0               | 0               |                    | 8                  | 0                  |             | -           | -           | 48     | 6      |        |
| ago.-dic. 2023         | Huracán                | PD                     | -          | -          | CA+CdL          | 0+13            | 0               | -                  | -                  | -                  | -           | -           | -           | 13     | 0      |        |
| 2024                   | Huracán                | PD                     | 24         | 3          | CA+CdL          | 4+13            | 0+2             | -                  | -                  | -                  | -           | -           | -           | 41     | 5      |        |
| Totale Huracán         | Totale Huracán         | Totale Huracán         | 24         | 3          |                 | 4+26            | 0+2             |                    | -                  | -                  |             | -           | -           | 54     | 5      |        |
| 2025                   | Boca Juniors           | PD                     | 8          | 0          | CA              | 0               | 0               | CL                 | 2                  | 0                  | Cmc         | -           | -           | 10     | 0      |        |
| Totale carriera        | Totale carriera        | Totale carriera        | 111        | 9          |                 | 32              | 2               |                    | 12                 | 0                  |             | 1           | 0           | 156    | 11     |        |

### Cronologia presenze e reti in nazionale
| Cronologia completa delle presenze e delle reti in nazionale ― Cile | Cronologia completa delle presenze e delle reti in nazionale ― Cile | Cronologia completa delle presenze e delle reti in nazionale ― Cile | Cronologia completa delle presenze e delle reti in nazionale ― Cile | Cronologia completa delle presenze e delle reti in nazionale ― Cile | Cronologia completa delle presenze e delle reti in nazionale ― Cile | Cronologia completa delle presenze e delle reti in nazionale ― Cile | Cronologia completa delle presenze e delle reti in nazionale ― Cile |
| Data                                                                | Città                                                               | In casa                                                             | Risultato                                                           | Ospiti                                                              | Competizione                                                        | Reti                                                                | Note                                                                |
| ------------------------------------------------------------------- | ------------------------------------------------------------------- | ------------------------------------------------------------------- | ------------------------------------------------------------------- | ------------------------------------------------------------------- | ------------------------------------------------------------------- | ------------------------------------------------------------------- | ------------------------------------------------------------------- |
| 23-9-2022                                                           | Cornellà de Llobregat                                               | Marocco                                                             | 2 – 0                                                               | Cile                                                                | Amichevole                                                          | -                                                                   | 46’                                                                 |
| 20-11-2022                                                          | Bratislava                                                          | Slovacchia                                                          | 0 – 0                                                               | Cile                                                                | Amichevole                                                          | -                                                                   | 77’                                                                 |
| 11-6-2023                                                           | Concepción                                                          | Cile                                                                | 3 – 0                                                               | Cuba                                                                | Amichevole                                                          | -                                                                   | 68’                                                                 |
| 16-6-2023                                                           | Viña del Mar                                                        | Cile                                                                | 5 – 0                                                               | Rep. Dominicana                                                     | Amichevole                                                          | -                                                                   | 69’                                                                 |
| 17-10-2023                                                          | Maturín                                                             | Venezuela                                                           | 3 – 0                                                               | Cile                                                                | Qual. Mondiali 2026                                                 | -                                                                   | 81’                                                                 |
| 5-9-2024                                                            | Buenos Aires                                                        | Argentina                                                           | 3 – 0                                                               | Cile                                                                | Qual. Mondiali 2026                                                 | -                                                                   | 61’                                                                 |
| 10-10-2024                                                          | Santiago del Cile                                                   | Cile                                                                | 1 – 2                                                               | Brasile                                                             | Qual. Mondiali 2026                                                 | -                                                                   | 76’                                                                 |
| Totale                                                              |                                                                     | Presenze                                                            | 7                                                                   |                                                                     | Reti                                                                | 0                                                                   |                                                                     |

## Palmarès

### Club

#### Competizioni nazionali
- Coppa del Cile: 1

Colo-Colo: 2019